# Martín Schusterman
Martín Schusterman (San Juan, 13 settembre 1975) è un ex rugbista a 15 argentino, giocava nel ruolo di terza linea del San Isidro Club.

## Biografia
Schusterman crebbe al San Isidro Club, nel quale vinse, dopo l'esordio in prima squadra (1998), tre campionati provinciali dell'Unión de Rugby de Buenos Aires; nel 2003 colse l'occasione di passare professionista e si trasferì in Inghilterra al Plymouth Albions, in cui militò tre stagioni, per poi passare al Leeds Carnegie.
Esordiente in Nazionale argentina relativamente tardi, a 28 anni nel 2003, vinse con essa il Sudamericano di quell'anno e quattro anni dopo fu chiamato a prendere parte alla Coppa del Mondo di rugby 2007 in Francia in cui i Pumas si classificarono terzi assoluti; durante il torneo Schusterman divenne padre e, alla fine della stagione 2007-08, decise di tornare in Argentina con la compagna e la figlia, per giocare da dilettante nel suo club d'origine, il San Isidro, e portare avanti la sua professione nel mondo del multimediale.
Con il San Isidro ha vinto il Nacional de Clubes nel 2008.

## Palmarès
- Campionati sudamericani: 2
Argentina: 2003, 2006
- Campionati URBA: 4
San Isidro Club: 1997, 1999, 2002, 2003
- Nacional de Clubes: 2
San Isidro Club: 1997, 2008